# Merionoeda lombokiana
Merionoeda lombokiana är en skalbaggsart som beskrevs av Tatsuya Niisato och Yokoi 2008. Merionoeda lombokiana ingår i släktet Merionoeda och familjen långhorningar. Inga underarter finns listade i Catalogue of Life.